# Copa Libertadores 1991
La Copa Libertadores 1991 fue la trigésima segunda edición del torneo de clubes más importante de América del Sur, organizado por la Confederación Sudamericana de Fútbol, en la que participaron equipos de diez países sudamericanos: Argentina, Bolivia, Brasil, Chile, Colombia, Ecuador, Paraguay, Perú, Uruguay y Venezuela.
El campeón fue Colo-Colo de Chile, que alcanzó su primer título internacional en la competición y se consolidó como el primer club de su país —y hasta la fecha el único-, en haber logrado consagrarse en la copa. Gracias a ello, disputó la Copa Intercontinental 1991 ante Estrella Roja de Yugoslavia, la Copa Interamericana 1992 contra Puebla de México y la Recopa Sudamericana 1992 frente a Cruzeiro de Brasil. Asimismo, clasificó de manera automática a la Copa Libertadores 1992.

Esta edición tuvo la particularidad de ser la primera en la que se jugaron partidos fuera de la zona de la Conmebol, debido a la sanción impuesta por la confederación sobre los clubes colombianos a raíz de las presuntas amenazas a árbitros durante la Copa Libertadores 1990. Por este motivo, América de Cali y Atlético Nacional debieron disputar varios de sus partidos como local en Estados Unidos y Venezuela.

## Formato
El campeón vigente accedió de manera directa a las fases finales, mientras que los 20 equipos restantes disputaron la Fase de grupos. En ella, los clubes fueron divididos en cinco grupos de 4 equipos cada uno de acuerdo a sus países de origen, de manera que los dos representantes de una misma asociación nacional debían caer en la misma zona. Los tres primeros de cada uno de los cinco grupos clasificaron a los octavos de final, en donde se les unió el campeón vigente, iniciándose a partir de esta instancia el sistema de eliminación directa, que pasó posteriormente por los cuartos de final, las semifinales y la final, en la que se declaró al campeón.
|                             |                             | Equipos que entran en esta fase                                                                          | Equipos que provienen de la fase anterior                                                                                     |
| --------------------------- | --------------------------- | --- | --- |
| Fase de grupos (20 equipos) | Fase de grupos (20 equipos) | - 2 equipos de Argentina, Bolivia, Brasil, Chile, Colombia, Ecuador, Paraguay, Perú, Uruguay y Venezuela | |
| Fases finales (16 equipos)  | Fases finales (16 equipos)  | - 1 equipo, campeón de la Copa Libertadores 1990                                                         | - 5 equipos primeros de la Fase de grupos - 5 equipos segundos de la Fase de grupos - 5 equipos terceros de la Fase de grupos |

## Equipos participantes
En cursiva los equipos debutantes en el torneo.
| País                               | Equipo                                    | Vía de clasificación |
| ---------------------------------- | ----------------------------------------- | --- |
| Argentina 2 cupos                  | River Plate Boca Juniors                  | Campeón del Campeonato de Primera División 1989-90 Ganador de la Liguilla Pre-Libertadores 1989-90                                    |
| Bolivia 2 cupos                    | Oriente Petrolero Bolívar                 | Campeón del Campeonato de Primera División 1990 Subcampeón del Campeonato de Primera División 1990                                    |
| Brasil 2 cupos                     | Corinthians Flamengo                      | Campeón del Campeonato Brasileño de 1990 Campeón de la Copa de Brasil 1990                                                            |
| Chile 2 cupos                      | Colo-Colo Deportes Concepción             | Campeón del Campeonato de Primera División de Chile 1990 Ganador de la Liguilla Pre-Libertadores 1990                                 |
| Colombia 2 cupos                   | América de Cali Atlético Nacional         | Campeón del Campeonato Colombiano 1990 Subcampeón del Campeonato Colombiano 1990                                                      |
| Ecuador 2 cupos                    | Liga de Quito Barcelona                   | Campeón del Campeonato Ecuatoriano de 1990 Subcampeón del Campeonato Ecuatoriano de 1990                                              |
| Paraguay 2 cupos + campeón vigente | Olimpia Cerro Porteño Atlético Colegiales | Campeón de la Copa Libertadores 1990 Campeón del Campeonato Paraguayo de 1990 Ganador de los Play-offs para la Copa Libertadores 1991 |
| Perú 2 cupos                       | Universitario Sport Boys                  | Campeón del Campeonato Descentralizado 1990 Subcampeón del Campeonato Descentralizado 1990                                            |
| Uruguay 2 cupos                    | Nacional Bella Vista                      | 1.º puesto de la Liguilla Pre-Libertadores de América de 1990 2.º puesto de la Liguilla Pre-Libertadores de América de 1990           |
| Venezuela 2 cupos                  | Sport Marítimo Unión Atlético Táchira     | Campeón de la Primera División Venezolana 1989-90 Subcampeón de la Primera División Venezolana 1989-90                                |

### Distribución geográfica de los equipos
Distribución geográfica de las sedes de los equipos participantes:

## Fase de grupos

### Grupo 1
| Equipo            | Pts. | PJ | PG | PE | PP | GF | GC | DG |
| ----------------- | ---- | -- | -- | -- | -- | -- | -- | -- |
| Bolívar           | 7    | 6  | 3  | 1  | 2  | 9  | 5  | 4  |
| Boca Juniors      | 6    | 6  | 2  | 2  | 2  | 6  | 6  | 0  |
| Oriente Petrolero | 6    | 6  | 2  | 2  | 2  | 5  | 7  | –2 |
| River Plate       | 5    | 6  | 2  | 1  | 3  | 10 | 12 | –2 |

| \| Fecha \| Lugar \| Local \| Resultado \| Visitante \| \| ------------- \| ------------ \| ----------------- \| --------- \| ----------------- \| \| 27 de febrero \| Buenos Aires \| Boca Juniors \| 4:3 \| River Plate \| \| 27 de febrero \| La Paz \| Bolívar \| 2:0 \| Oriente Petrolero \| \| 5 de marzo \| La Paz \| Bolívar \| 4:1 \| River Plate \| \| 8 de marzo \| Santa Cruz \| Oriente Petrolero \| 1:1 \| River Plate \| \| 12 de marzo \| La Paz \| Bolívar \| 2:0 \| Boca Juniors \| \| 15 de marzo \| Santa Cruz \| Oriente Petrolero \| 1:0 \| Boca Juniors \| \| 20 de marzo \| Santa Cruz \| Oriente Petrolero \| 2:1 \| Bolívar \| \| 20 de marzo \| Buenos Aires \| River Plate \| 0:2 \| Boca Juniors \| \| 26 de marzo \| Buenos Aires \| River Plate \| 2:0 \| Bolívar \| \| 29 de marzo \| Buenos Aires \| Boca Juniors \| 0:0 \| Bolívar \| \| 2 de abril \| Buenos Aires \| River Plate \| 3:1 \| Oriente Petrolero \| \| 5 de abril \| Buenos Aires \| Boca Juniors \| 0:0 \| Oriente Petrolero \| |              |                   |           |                   |
| Fecha | Lugar        | Local             | Resultado | Visitante         |
| 27 de febrero | Buenos Aires | Boca Juniors      | 4:3       | River Plate       |
| 27 de febrero | La Paz       | Bolívar           | 2:0       | Oriente Petrolero |
| 5 de marzo | La Paz       | Bolívar           | 4:1       | River Plate       |
| 8 de marzo | Santa Cruz   | Oriente Petrolero | 1:1       | River Plate       |
| 12 de marzo | La Paz       | Bolívar           | 2:0       | Boca Juniors      |
| 15 de marzo | Santa Cruz   | Oriente Petrolero | 1:0       | Boca Juniors      |
| 20 de marzo | Santa Cruz   | Oriente Petrolero | 2:1       | Bolívar           |
| 20 de marzo | Buenos Aires | River Plate       | 0:2       | Boca Juniors      |
| 26 de marzo | Buenos Aires | River Plate       | 2:0       | Bolívar           |
| 29 de marzo | Buenos Aires | Boca Juniors      | 0:0       | Bolívar           |
| 2 de abril | Buenos Aires | River Plate       | 3:1       | Oriente Petrolero |
| 5 de abril | Buenos Aires | Boca Juniors      | 0:0       | Oriente Petrolero |

### Grupo 2
| Equipo              | Pts. | PJ | PG | PE | PP | GF | GC | DG |
| ------------------- | ---- | -- | -- | -- | -- | -- | -- | -- |
| Colo-Colo           | 9    | 6  | 3  | 3  | 0  | 10 | 3  | 7  |
| Liga de Quito       | 6    | 6  | 2  | 2  | 2  | 5  | 6  | –1 |
| Deportes Concepción | 6    | 6  | 2  | 2  | 2  | 6  | 8  | –2 |
| Barcelona           | 3    | 6  | 0  | 3  | 3  | 5  | 9  | –4 |

| \| Fecha \| Lugar \| Local \| Resultado \| Visitante \| \| ------------- \| ---------- \| ------------------- \| --------- \| ------------------- \| \| 20 de febrero \| Concepción \| Deportes Concepción \| 0:0 \| Colo-Colo \| \| 20 de febrero \| Guayaquil \| Barcelona \| 0:1 \| Liga de Quito \| \| 26 de febrero \| Concepción \| Deportes Concepción \| 1:0 \| Barcelona \| \| 1 de marzo \| Santiago \| Colo-Colo \| 3:1 \| Barcelona \| \| 5 de marzo \| Guayaquil \| Barcelona \| 2:2 \| Deportes Concepción \| \| 8 de marzo \| Quito \| Liga de Quito \| 4:0 \| Deportes Concepción \| \| 13 de marzo \| Santiago \| Colo-Colo \| 2:0 \| Deportes Concepción \| \| 13 de marzo \| Quito \| Liga de Quito \| 0:0 \| Barcelona \| \| 19 de marzo \| Concepción \| Deportes Concepción \| 3:0 \| Liga de Quito \| \| 22 de marzo \| Santiago \| Colo-Colo \| 3:0 \| Liga de Quito \| \| 2 de abril \| Guayaquil \| Barcelona \| 2:2 \| Colo-Colo \| \| 5 de abril \| Quito \| Liga de Quito \| 0:0 \| Colo-Colo \| |            |                     |           |                     |
| Fecha | Lugar      | Local               | Resultado | Visitante           |
| 20 de febrero | Concepción | Deportes Concepción | 0:0       | Colo-Colo           |
| 20 de febrero | Guayaquil  | Barcelona           | 0:1       | Liga de Quito       |
| 26 de febrero | Concepción | Deportes Concepción | 1:0       | Barcelona           |
| 1 de marzo | Santiago   | Colo-Colo           | 3:1       | Barcelona           |
| 5 de marzo | Guayaquil  | Barcelona           | 2:2       | Deportes Concepción |
| 8 de marzo | Quito      | Liga de Quito       | 4:0       | Deportes Concepción |
| 13 de marzo | Santiago   | Colo-Colo           | 2:0       | Deportes Concepción |
| 13 de marzo | Quito      | Liga de Quito       | 0:0       | Barcelona           |
| 19 de marzo | Concepción | Deportes Concepción | 3:0       | Liga de Quito       |
| 22 de marzo | Santiago   | Colo-Colo           | 3:0       | Liga de Quito       |
| 2 de abril | Guayaquil  | Barcelona           | 2:2       | Colo-Colo           |
| 5 de abril | Quito      | Liga de Quito       | 0:0       | Colo-Colo           |

### Grupo 3
| Equipo      | Pts. | PJ | PG | PE | PP | GF | GC | DG |
| ----------- | ---- | -- | -- | -- | -- | -- | -- | -- |
| Flamengo    | 9    | 6  | 3  | 3  | 0  | 11 | 4  | 7  |
| Corinthians | 6    | 6  | 1  | 4  | 1  | 7  | 6  | 1  |
| Nacional    | 6    | 6  | 2  | 2  | 2  | 7  | 6  | 1  |
| Bella Vista | 3    | 6  | 0  | 3  | 3  | 5  | 14 | –9 |

| \| Fecha \| Lugar \| Local \| Resultado \| Visitante \| \| ------------- \| -------------- \| ----------- \| --------- \| ----------- \| \| 20 de febrero \| Río de Janeiro \| Flamengo \| 1:1 \| Corinthians \| \| 20 de febrero \| Montevideo \| Nacional \| 3:0 \| Bella Vista \| \| 26 de febrero \| Montevideo \| Bella Vista \| 2:2 \| Flamengo \| \| 1 de marzo \| Montevideo \| Nacional \| 0:1 \| Flamengo \| \| 12 de marzo \| Montevideo \| Bella Vista \| 1:1 \| Corinthians \| \| 15 de marzo \| Montevideo \| Nacional \| 1:1 \| Corinthians \| \| 20 de marzo \| São Paulo \| Corinthians \| 0:2 \| Flamengo \| \| 20 de marzo \| Montevideo \| Bella Vista \| 0:3 \| Nacional \| \| 26 de marzo \| Brasilia \| Flamengo \| 1:1 \| Bella Vista \| \| 29 de marzo \| São Paulo \| Corinthians \| 4:1 \| Bella Vista \| \| 2 de abril \| Río de Janeiro \| Flamengo \| 4:0 \| Nacional \| \| 5 de abril \| São Paulo \| Corinthians \| 0:0 \| Nacional \| |                |             |           |             |
| Fecha | Lugar          | Local       | Resultado | Visitante   |
| 20 de febrero | Río de Janeiro | Flamengo    | 1:1       | Corinthians |
| 20 de febrero | Montevideo     | Nacional    | 3:0       | Bella Vista |
| 26 de febrero | Montevideo     | Bella Vista | 2:2       | Flamengo    |
| 1 de marzo | Montevideo     | Nacional    | 0:1       | Flamengo    |
| 12 de marzo | Montevideo     | Bella Vista | 1:1       | Corinthians |
| 15 de marzo | Montevideo     | Nacional    | 1:1       | Corinthians |
| 20 de marzo | São Paulo      | Corinthians | 0:2       | Flamengo    |
| 20 de marzo | Montevideo     | Bella Vista | 0:3       | Nacional    |
| 26 de marzo | Brasilia       | Flamengo    | 1:1       | Bella Vista |
| 29 de marzo | São Paulo      | Corinthians | 4:1       | Bella Vista |
| 2 de abril | Río de Janeiro | Flamengo    | 4:0       | Nacional    |
| 5 de abril | São Paulo      | Corinthians | 0:0       | Nacional    |

### Grupo 4
| Equipo              | Pts. | PJ | PG | PE | PP | GF | GC | DG |
| ------------------- | ---- | -- | -- | -- | -- | -- | -- | -- |
| Cerro Porteño       | 8    | 6  | 2  | 4  | 0  | 9  | 4  | 5  |
| Atlético Colegiales | 8    | 6  | 2  | 4  | 0  | 10 | 5  | 5  |
| Universitario       | 5    | 6  | 1  | 3  | 2  | 4  | 6  | –2 |
| Sport Boys          | 3    | 6  | 1  | 1  | 4  | 7  | 15 | –8 |

| \| Fecha \| Lugar \| Local \| Resultado \| Visitante \| \| ------------- \| -------- \| ------------------- \| --------- \| ------------------- \| \| 20 de febrero \| Asunción \| Atlético Colegiales \| 1:1 \| Cerro Porteño \| \| 20 de febrero \| Lima \| Sport Boys \| 0:2 \| Universitario \| \| 6 de marzo \| Asunción \| Cerro Porteño \| 1:1 \| Atlético Colegiales \| \| 6 de marzo \| Lima \| Universitario \| 1:3 \| Sport Boys \| \| 12 de marzo \| Lima \| Sport Boys \| 2:2 \| Atlético Colegiales \| \| 15 de marzo \| Lima \| Universitario \| 0:0 \| Atlético Colegiales \| \| 19 de marzo \| Lima \| Sport Boys \| 1:3 \| Cerro Porteño \| \| 22 de marzo \| Lima \| Universitario \| 1:1 \| Cerro Porteño \| \| 25 de marzo \| Asunción \| Atlético Colegiales \| 4:1 \| Sport Boys \| \| 28 de marzo \| Asunción \| Cerro Porteño \| 3:0 \| Sport Boys \| \| 2 de abril \| Asunción \| Atlético Colegiales \| 2:0 \| Universitario \| \| 5 de abril \| Asunción \| Cerro Porteño \| 0:0 \| Universitario \| |          |                     |           |                     |
| Fecha | Lugar    | Local               | Resultado | Visitante           |
| 20 de febrero | Asunción | Atlético Colegiales | 1:1       | Cerro Porteño       |
| 20 de febrero | Lima     | Sport Boys          | 0:2       | Universitario       |
| 6 de marzo | Asunción | Cerro Porteño       | 1:1       | Atlético Colegiales |
| 6 de marzo | Lima     | Universitario       | 1:3       | Sport Boys          |
| 12 de marzo | Lima     | Sport Boys          | 2:2       | Atlético Colegiales |
| 15 de marzo | Lima     | Universitario       | 0:0       | Atlético Colegiales |
| 19 de marzo | Lima     | Sport Boys          | 1:3       | Cerro Porteño       |
| 22 de marzo | Lima     | Universitario       | 1:1       | Cerro Porteño       |
| 25 de marzo | Asunción | Atlético Colegiales | 4:1       | Sport Boys          |
| 28 de marzo | Asunción | Cerro Porteño       | 3:0       | Sport Boys          |
| 2 de abril | Asunción | Atlético Colegiales | 2:0       | Universitario       |
| 5 de abril | Asunción | Cerro Porteño       | 0:0       | Universitario       |

Partido desempate
| Fecha       | Lugar    |                     | Resultado |               |
| ----------- | -------- | ------------------- | --------- | ------------- |
| 10 de abril | Asunción | Atlético Colegiales | 0:1       | Cerro Porteño |

### Grupo 5
| Equipo                 | Pts. | PJ | PG | PE | PP | GF | GC | DG |
| ---------------------- | ---- | -- | -- | -- | -- | -- | -- | -- |
| América de Cali        | 11   | 6  | 5  | 1  | 0  | 10 | 3  | 7  |
| Atlético Nacional      | 6    | 6  | 2  | 2  | 2  | 7  | 7  | 0  |
| Unión Atlético Táchira | 5    | 6  | 1  | 3  | 2  | 6  | 7  | –1 |
| Sport Marítimo         | 2    | 6  | 0  | 2  | 4  | 4  | 10 | –6 |

| \| Fecha \| Lugar \| Local \| Resultado \| Visitante \| \| ------------- \| ---------------- \| ---------------------- \| --------- \| ---------------------- \| \| 22 de febrero \| San Cristóbal[1] \| Atlético Nacional \| 0:2 \| América de Cali \| \| 23 de febrero \| Caracas \| Sport Marítimo \| 0:0 \| Unión Atlético Táchira \| \| 26 de febrero \| Caracas \| Sport Marítimo \| 0:1 \| América de Cali \| \| 1 de marzo \| San Cristóbal \| Unión Atlético Táchira \| 1:1 \| América de Cali \| \| 5 de marzo \| Caracas \| Sport Marítimo \| 1:3 \| Atlético Nacional \| \| 8 de marzo \| San Cristóbal \| Unión Atlético Táchira \| 1:2 \| Atlético Nacional \| \| 16 de marzo \| San Cristóbal \| Unión Atlético Táchira \| 2:1 \| Sport Marítimo \| \| 31 de marzo \| Miami[1] \| América de Cali \| 1:0 \| Atlético Nacional \| \| 5 de abril \| Miami[1] \| Atlético Nacional \| 0:0 \| Unión Atlético Táchira \| \| 5 de abril \| Miami[1] \| América de Cali \| 2:0 \| Sport Marítimo \| \| 7 de abril \| Miami[1] \| América de Cali \| 3:2 \| Unión Atlético Táchira \| \| 7 de abril \| Miami[1] \| Atlético Nacional \| 2:2 \| Sport Marítimo \| |               |                        |           |                        |
| Fecha | Lugar         | Local                  | Resultado | Visitante              |
| 22 de febrero | San Cristóbal | Atlético Nacional      | 0:2       | América de Cali        |
| 23 de febrero | Caracas       | Sport Marítimo         | 0:0       | Unión Atlético Táchira |
| 26 de febrero | Caracas       | Sport Marítimo         | 0:1       | América de Cali        |
| 1 de marzo | San Cristóbal | Unión Atlético Táchira | 1:1       | América de Cali        |
| 5 de marzo | Caracas       | Sport Marítimo         | 1:3       | Atlético Nacional      |
| 8 de marzo | San Cristóbal | Unión Atlético Táchira | 1:2       | Atlético Nacional      |
| 16 de marzo | San Cristóbal | Unión Atlético Táchira | 2:1       | Sport Marítimo         |
| 31 de marzo | Miami         | América de Cali        | 1:0       | Atlético Nacional      |
| 5 de abril | Miami         | Atlético Nacional      | 0:0       | Unión Atlético Táchira |
| 5 de abril | Miami         | América de Cali        | 2:0       | Sport Marítimo         |
| 7 de abril | Miami         | América de Cali        | 3:2       | Unión Atlético Táchira |
| 7 de abril | Miami         | Atlético Nacional      | 2:2       | Sport Marítimo         |

## Fases finales

### Cuadro de desarrollo
|  | Octavos de final       | Octavos de final  | Octavos de final  | Octavos de final  |   |                   | Cuartos de final | Cuartos de final | Cuartos de final | Cuartos de final |  |           | Semifinales      | Semifinales      | Semifinales      | Semifinales      |  |           | Final                   | Final                   | Final                   | Final                   |  |
|  | 16 al 26 de abril      | 16 al 26 de abril | 16 al 26 de abril | 16 al 26 de abril |   |                   | 1 al 10 de mayo  | 1 al 10 de mayo  | 1 al 10 de mayo  | 1 al 10 de mayo  |  |           | 16 al 23 de mayo | 16 al 23 de mayo | 16 al 23 de mayo | 16 al 23 de mayo |  |           | 29 de mayo y 5 de junio | 29 de mayo y 5 de junio | 29 de mayo y 5 de junio | 29 de mayo y 5 de junio |  |
|  |                        |                   |                   |                   |   |                   |                  |                  |                  |                  |  |           |                  |                  |                  |                  |  |           |                         |                         |                         |                         |  |
|  |                        |                   |                   |                   |   |                   |                  |                  |                  |                  |  |           |                  |                  |                  |                  |  |           |                         |                         |                         |                         |  |
|  | Bolívar                | 1                 | 1                 | 2                 |   |                   |                  |                  |                  |                  |  |           |                  |                  |                  |                  |  |           |                         |                         |                         |                         |  |
|  | Bolívar                | 1                 | 1                 | 2                 |   |                   |                  |                  |                  |                  |  |           |                  |                  |                  |                  |  |           |                         |                         |                         |                         |  |
|  | Nacional               | 4                 | 1                 | 5                 |   |                   |                  |                  |                  |                  |  |           |                  |                  |                  |                  |  |           |                         |                         |                         |                         |  |
|  | Nacional               | 4                 | 1                 | 5                 |   | Nacional          | 0                | 2                | 2                |                  |  |           |                  |                  |                  |                  |  |           |                         |                         |                         |                         |  |
|  |                        |                   |                   |                   |   | Nacional          | 0                | 2                | 2                |                  |  |           |                  |                  |                  |                  |  |           |                         |                         |                         |                         |  |
|  |                        |                   | Colo-Colo         | 4                 | 0 | 4                 |                  |                  |                  |                  |  |           |                  |                  |                  |                  |  |           |                         |                         |                         |                         |  |
|  | Colo-Colo              | 0                 | Colo-Colo         | 4                 | 0 | 4                 | 2                | 2                |                  |                  |  |           |                  |                  |                  |                  |  |           |                         |                         |                         |                         |  |
|  | Colo-Colo              | 0                 |                   |                   |   |                   |                  |                  |                  |                  |  |           |                  |                  |                  |                  |  |           |                         |                         |                         |                         |  |
|  | Universitario          | 0                 | 1                 | 1                 |   |                   |                  |                  |                  |                  |  |           |                  |                  |                  |                  |  |           |                         |                         |                         |                         |  |
|  | Universitario          | 0                 | 1                 | 1                 |   |                   |                  |                  |                  |                  |  | Colo-Colo | 0                | 3                | 3                |                  |  |           |                         |                         |                         |                         |  |
|  |                        |                   |                   |                   |   |                   |                  |                  |                  |                  |  | Colo-Colo | 0                | 3                | 3                |                  |  |           |                         |                         |                         |                         |  |
|  |                        |                   | Boca Juniors      | 1                 | 1 | 2                 |                  |                  |                  |                  |  |           |                  |                  |                  |                  |  |           |                         |                         |                         |                         |  |
|  | Corinthians            | 1                 | Boca Juniors      | 1                 | 1 | 2                 | 1                | 2                |                  |                  |  |           |                  |                  |                  |                  |  |           |                         |                         |                         |                         |  |
|  | Corinthians            | 1                 |                   |                   |   |                   |                  |                  |                  |                  |  |           |                  |                  |                  |                  |  |           |                         |                         |                         |                         |  |
|  | Boca Juniors           | 3                 | 1                 | 4                 |   |                   |                  |                  |                  |                  |  |           |                  |                  |                  |                  |  |           |                         |                         |                         |                         |  |
|  | Boca Juniors           | 3                 | 1                 | 4                 |   | Boca Juniors      | 1                | 3                | 4                |                  |  |           |                  |                  |                  |                  |  |           |                         |                         |                         |                         |  |
|  |                        |                   |                   |                   |   | Boca Juniors      | 1                | 3                | 4                |                  |  |           |                  |                  |                  |                  |  |           |                         |                         |                         |                         |  |
|  |                        |                   | Flamengo          | 2                 | 0 | 2                 |                  |                  |                  |                  |  |           |                  |                  |                  |                  |  |           |                         |                         |                         |                         |  |
|  | Flamengo               | 3                 | Flamengo          | 2                 | 0 | 2                 | 5                | 8                |                  |                  |  |           |                  |                  |                  |                  |  |           |                         |                         |                         |                         |  |
|  | Flamengo               | 3                 |                   |                   |   |                   |                  |                  |                  |                  |  |           |                  |                  |                  |                  |  |           |                         |                         |                         |                         |  |
|  | Unión Atlético Táchira | 2                 | 0                 | 2                 |   |                   |                  |                  |                  |                  |  |           |                  |                  |                  |                  |  |           |                         |                         |                         |                         |  |
|  | Unión Atlético Táchira | 2                 | 0                 | 2                 |   |                   |                  |                  |                  |                  |  |           |                  |                  |                  |                  |  | Colo-Colo | 0                       | 3                       | 3                       |                         |  |
|  |                        |                   |                   |                   |   |                   |                  |                  |                  |                  |  |           |                  |                  |                  |                  |  | Colo-Colo | 0                       | 3                       | 3                       |                         |  |
|  |                        |                   | Olimpia           | 0                 | 0 | 0                 |                  |                  |                  |                  |  |           |                  |                  |                  |                  |  |           |                         |                         |                         |                         |  |
|  | Olimpia                | 1                 | Olimpia           | 0                 | 0 | 0                 | 2                | 3                |                  |                  |  |           |                  |                  |                  |                  |  |           |                         |                         |                         |                         |  |
|  | Olimpia                | 1                 |                   |                   |   |                   |                  |                  |                  |                  |  |           |                  |                  |                  |                  |  |           |                         |                         |                         |                         |  |
|  | Atlético Colegiales    | 1                 | 1                 | 2                 |   |                   |                  |                  |                  |                  |  |           |                  |                  |                  |                  |  |           |                         |                         |                         |                         |  |
|  | Atlético Colegiales    | 1                 | 1                 | 2                 |   | Olimpia           | 0                | 3                | 3                |                  |  |           |                  |                  |                  |                  |  |           |                         |                         |                         |                         |  |
|  |                        |                   |                   |                   |   | Olimpia           | 0                | 3                | 3                |                  |  |           |                  |                  |                  |                  |  |           |                         |                         |                         |                         |  |
|  |                        |                   | Cerro Porteño     | 1                 | 0 | 1                 |                  |                  |                  |                  |  |           |                  |                  |                  |                  |  |           |                         |                         |                         |                         |  |
|  | Cerro Porteño          | 1                 | Cerro Porteño     | 1                 | 0 | 1                 | 2                | 3                |                  |                  |  |           |                  |                  |                  |                  |  |           |                         |                         |                         |                         |  |
|  | Cerro Porteño          | 1                 |                   |                   |   |                   |                  |                  |                  |                  |  |           |                  |                  |                  |                  |  |           |                         |                         |                         |                         |  |
|  | Oriente Petrolero      | 1                 | 0                 | 1                 |   |                   |                  |                  |                  |                  |  |           |                  |                  |                  |                  |  |           |                         |                         |                         |                         |  |
|  | Oriente Petrolero      | 1                 | 0                 | 1                 |   |                   |                  |                  |                  |                  |  | Olimpia   | 0                | 1                | 1                |                  |  |           |                         |                         |                         |                         |  |
|  |                        |                   |                   |                   |   |                   |                  |                  |                  |                  |  | Olimpia   | 0                | 1                | 1                |                  |  |           |                         |                         |                         |                         |  |
|  |                        |                   | Atlético Nacional | 0                 | 0 | 0                 |                  |                  |                  |                  |  |           |                  |                  |                  |                  |  |           |                         |                         |                         |                         |  |
|  | Atlético Nacional      | 2                 | Atlético Nacional | 0                 | 0 | 0                 | 2                | 4                |                  |                  |  |           |                  |                  |                  |                  |  |           |                         |                         |                         |                         |  |
|  | Atlético Nacional      | 2                 |                   |                   |   |                   |                  |                  |                  |                  |  |           |                  |                  |                  |                  |  |           |                         |                         |                         |                         |  |
|  | Liga de Quito          | 2                 | 0                 | 2                 |   |                   |                  |                  |                  |                  |  |           |                  |                  |                  |                  |  |           |                         |                         |                         |                         |  |
|  | Liga de Quito          | 2                 | 0                 | 2                 |   | Atlético Nacional | 0                | 2                | 2                |                  |  |           |                  |                  |                  |                  |  |           |                         |                         |                         |                         |  |
|  |                        |                   |                   |                   |   | Atlético Nacional | 0                | 2                | 2                |                  |  |           |                  |                  |                  |                  |  |           |                         |                         |                         |                         |  |
|  |                        |                   | América de Cali   | 0                 | 0 | 0                 |                  |                  |                  |                  |  |           |                  |                  |                  |                  |  |           |                         |                         |                         |                         |  |
|  | América de Cali        | 3                 | América de Cali   | 0                 | 0 | 0                 | 3                | 6                |                  |                  |  |           |                  |                  |                  |                  |  |           |                         |                         |                         |                         |  |
|  | América de Cali        | 3                 |                   |                   |   |                   |                  |                  |                  |                  |  |           |                  |                  |                  |                  |  |           |                         |                         |                         |                         |  |
|  | Deportes Concepción    | 0                 | 3                 | 3                 |   |                   |                  |                  |                  |                  |  |           |                  |                  |                  |                  |  |           |                         |                         |                         |                         |  |
|  | Deportes Concepción    | 0                 | 3                 | 3                 |   |                   |                  |                  |                  |                  |  |           |                  |                  |                  |                  |  |           |                         |                         |                         |                         |  |
|  |                        |                   |                   |                   |   |                   |                  |                  |                  |                  |  |           |                  |                  |                  |                  |  |           |                         |                         |                         |                         |  |

- Nota: En cada llave, el equipo que ocupa la primera línea es el que define la serie como local.

### Octavos de final
| 17 de abril de 1991 | Nacional                               | 4:1 (2:1) | Bolívar        | Estadio Centenario, Montevideo  |                                 |
|                     | Borges 16', 62' · Dely Valdés 31', 89' |           | Etcheverry 37' | Árbitro(s): José Roberto Wright | Árbitro(s): José Roberto Wright |

| 24 de abril de 1991 | Bolívar   | 1:1 (0:1) | Nacional        | Estadio Hernando Siles, La Paz   |                                  |
|                     | López 64' |           | Dely Valdés 19' | Árbitro(s): Jorge Orellana Vimos | Árbitro(s): Jorge Orellana Vimos |

| 17 de abril de 1991 | Universitario | 0:0 | Colo-Colo | Estadio Nacional, Lima                                   |  |
|                     |               |     |           | Asistencia: 44 972 espectadores Árbitro(s): Oscar Ortubé |  |

| 24 de abril de 1991 | Colo-Colo                | 2:1 (1:0) | Universitario | Estadio Monumental, Santiago                                    |                                                                 |
|                     | Espinoza 40', 83' (pen.) |           | Gonzales 75'  | Asistencia: 50 162 espectadores Árbitro(s): Juan Carlos Loustau | Asistencia: 50 162 espectadores Árbitro(s): Juan Carlos Loustau |

| 17 de abril de 1991 | Boca Juniors                             | 3:1 (2:1) | Corinthians     | Estadio La Bombonera, Buenos Aires                            |                                                               |
|                     | Graciani 11' · Batistuta 43' (pen.), 84' |           | Giba 38' (pen.) | Asistencia: 52 714 espectadores Árbitro(s): Hernán Silva Arce | Asistencia: 52 714 espectadores Árbitro(s): Hernán Silva Arce |

| 24 de abril de 1991 | Corinthians      | 1:1 (0:0) | Boca Juniors | Estadio Morumbi, São Paulo                                 |                                                            |
|                     | Paulo Sérgio 76' |           | Graciani 63' | Asistencia: 56 000 espectadores Árbitro(s): Roberto Otello | Asistencia: 56 000 espectadores Árbitro(s): Roberto Otello |

| 16 de abril de 1991 | Unión Atlético Táchira   | 2:3 (0:2) | Flamengo                        | Estadio de Pueblo Nuevo, San Cristóbal |                                 |
|                     | García 76' · Galeano 81' |           | Gaúcho 12', 54' · Guerreiro 28' | Árbitro(s): Armando Pérez Hoyos        | Árbitro(s): Armando Pérez Hoyos |

| 24 de abril de 1991 | Flamengo                                                             | 5:0 (1:0) | Unión Atlético Táchira | Estadio Maracaná, Río de Janeiro |                             |
|                     | Gaúcho 9' · Marquinhos 50' · Marcelinho Carioca 56', 62' · Zinho 75' |           |                        | Árbitro(s): Ernesto Filippi      | Árbitro(s): Ernesto Filippi |

| 17 de abril de 1991 | Atlético Colegiales | 1:1 (1:0) | Olimpia       | Estadio Defensores del Chaco, Asunción |                           |
|                     | Torales 30'         |           | Samaniego 61' | Árbitro(s): Carlos Maciel              | Árbitro(s): Carlos Maciel |

| 26 de abril de 1991 | Olimpia         | 2:1 (1:0) | Atlético Colegiales | Estadio Defensores del Chaco, Asunción |                                    |
|                     | Monzón 20', 87' |           | Peralta 89'         | Árbitro(s): Juan Francisco Escobar     | Árbitro(s): Juan Francisco Escobar |

| 19 de abril de 1991 | Oriente Petrolero | 1:1 (0:1) | Cerro Porteño | Estadio Ramón Tahuichi Aguilera, Santa Cruz |                          |
|                     | Alves 89'         |           | Cristaldo 32' | Árbitro(s): Elías Jácome                    | Árbitro(s): Elías Jácome |

| 24 de abril de 1991 | Cerro Porteño  | 2:0 (1:0) | Oriente Petrolero | Estadio Defensores del Chaco, Asunción |                                |
|                     | Hicks 31', 64' |           |                   | Árbitro(s): Francisco Lamolina         | Árbitro(s): Francisco Lamolina |

| 17 de abril de 1991 | Liga de Quito              | 2:2 (1:1) | Atlético Nacional    | Estadio Olímpico Atahualpa, Quito  |                                    |
|                     | Berrueta 17' · Herrera 62' |           | Cañas 9' · Serna 89' | Árbitro(s): Alberto Tejada Noriega | Árbitro(s): Alberto Tejada Noriega |

| 25 de abril de 1991 | Atlético Nacional     | 2:0 (1:0) | Liga de Quito | Estadio de Pueblo Nuevo, San Cristóbal |                              |
|                     | Cañas 38' · Pérez 60' |           |               | Árbitro(s): Francisco Farías           | Árbitro(s): Francisco Farías |

| 16 de abril de 1991 | Deportes Concepción | 0:3 (0:2) | América de Cali               | Estadio Municipal, Concepción                                  |                                                                |
|                     |                     |           | da Silva 28', 39' · Pérez 53' | Asistencia: 20 000 espectadores Árbitro(s): Francisco Lamolina | Asistencia: 20 000 espectadores Árbitro(s): Francisco Lamolina |

| 25 de abril de 1991 | América de Cali                       | 3:3 (2:1) | Deportes Concepción                        | Estadio de Pueblo Nuevo, San Cristóbal |                              |
|                     | de Ávila 1' · Angulo 44' · Rincón 50' |           | Adomaitis 26' · Lee Chong 51' · Almada 71' | Árbitro(s): Renato Marsiglia           | Árbitro(s): Renato Marsiglia |

### Cuartos de final
| 3 de mayo de 1991 | Colo-Colo                                               | 4:0 (2:0) | Nacional | Estadio Monumental, Santiago                                 |                                                              |
|                   | Martínez 28' · Dabrowski 45', 85' · Espinoza 89' (pen.) |           |          | Asistencia: 42 552 espectadores Árbitro(s): Ricardo Calabria | Asistencia: 42 552 espectadores Árbitro(s): Ricardo Calabria |

| 8 de mayo de 1991 | Nacional     | 2:0 (1:0) | Colo-Colo | Estadio Centenario, Montevideo                                  |                                                                 |
|                   | Noé 21', 77' |           |           | Asistencia: 20 189 espectadores Árbitro(s): Juan Carlos Loustau | Asistencia: 20 189 espectadores Árbitro(s): Juan Carlos Loustau |

| 1 de mayo de 1991 | Flamengo                    | 2:1 (0:0) | Boca Juniors         | Estadio Maracaná, Río de Janeiro                                |                                                                 |
|                   | Marquinhos 52' · Gaúcho 66' |           | Batistuta 68' (pen.) | Asistencia: 84 000 espectadores Árbitro(s): Enrique Marín Gallo | Asistencia: 84 000 espectadores Árbitro(s): Enrique Marín Gallo |

| 8 de mayo de 1991 | Boca Juniors                            | 3:0 (2:0) | Flamengo | Estadio La Bombonera, Buenos Aires                          |                                                             |
|                   | Batistuta 24' (pen.) · Latorre 28', 77' |           |          | Asistencia: 56 336 espectadores Árbitro(s): Ernesto Filippi | Asistencia: 56 336 espectadores Árbitro(s): Ernesto Filippi |

| 2 de mayo de 1991 | Cerro Porteño    | 1:0 (0:0) | Olimpia | Estadio Defensores del Chaco, Asunción |                                 |
|                   | Hicks 87' (pen.) |           |         | Árbitro(s): Juan Carlos Loustau        | Árbitro(s): Juan Carlos Loustau |

| 8 de mayo de 1991 | Olimpia                         | 3:0 (1:0) | Cerro Porteño | Estadio Defensores del Chaco, Asunción |                               |
|                   | Samaniego 35' · Monzón 51', 67' |           |               | Árbitro(s): Hernán Silva Arce          | Árbitro(s): Hernán Silva Arce |

| 3 de mayo de 1991 | América de Cali | 0:0 | Atlético Nacional | Estadio Rose Bowl, Los Ángeles  |  |
|                   |                 |     |                   | Árbitro(s): José Roberto Wright |  |

| 10 de mayo de 1991 | Atlético Nacional     | 2:0 (2:0) | América de Cali | Estadio de Pueblo Nuevo, San Cristóbal |                              |
|                    | Osorio 6' · Cañas 31' |           |                 | Árbitro(s): Renato Marsiglia           | Árbitro(s): Renato Marsiglia |

### Semifinales
| 16 de mayo de 1991 | Boca Juniors       | 1:0 (1:0) | Colo-Colo | Estadio La Bombonera, Buenos Aires                                 |                                                                    |
|                    | Graciani 7' (pen.) |           |           | Asistencia: 44 761 espectadores Árbitro(s): Juan Francisco Escobar | Asistencia: 44 761 espectadores Árbitro(s): Juan Francisco Escobar |

| 22 de mayo de 1991 | Colo-Colo                            | 3:1 (0:0) | Boca Juniors | Estadio Monumental, Santiago                                 |                                                              |
|                    | Martínez 64', 82' · Barticciotto 66' |           | Latorre 74'  | Asistencia: 64 208 espectadores Árbitro(s): Renato Marsiglia | Asistencia: 64 208 espectadores Árbitro(s): Renato Marsiglia |

| 16 de mayo de 1991 | Atlético Nacional | 0:0 | Olimpia | Estadio de Pueblo Nuevo, San Cristóbal |  |
|                    |                   |     |         | Árbitro(s): José Roberto Wright        |  |

| 23 de mayo de 1991 | Olimpia       | 1:0 (1:0) | Atlético Nacional | Estadio Defensores del Chaco, Asunción |                                 |
|                    | Samaniego 36' |           |                   | Árbitro(s): Enrique Marín Gallo        | Árbitro(s): Enrique Marín Gallo |

### Final
| Ida; 29 de mayo de 1991, 21:45 (UTC-3) | Olimpia | 0:0 | Colo-Colo | Estadio Defensores del Chaco, Asunción                      |  |
|                                        |         |     |           | Asistencia: 48 000 espectadores Árbitro(s): Ernesto Filippi |  |

| Vuelta; 5 de junio de 1991, 20:30 (UTC-3) | Colo-Colo                    | 3:0 (2:0) | Olimpia | Estadio Monumental, Santiago                                    |                                                                 |
|                                           | Pérez 12', 17' · Herrera 85' |           |         | Asistencia: 66 517 espectadores Árbitro(s): José Roberto Wright | Asistencia: 66 517 espectadores Árbitro(s): José Roberto Wright |

|                               |
|                               |
| Campeón Colo-Colo 1.er título |

## Estadísticas

### Goleadores
| Jugador                 | Club                | Goles |
| ----------------------- | ------------------- | ----- |
| Gaúcho                  | Flamengo            | 8     |
| Gabriel Batistuta       | Boca Juniors        | 6     |
| Ricardo Dabrowski       | Colo-Colo           | 6     |
| Anthony De Ávila        | América de Cali     | 6     |
| Julio César Dely Valdés | Nacional            | 5     |
| Ramón Hicks             | Cerro Porteño       | 5     |
| Rubén Espinoza          | Colo-Colo           | 5     |
| Diego Latorre           | Boca Juniors        | 5     |
| Marcelinho Carioca      | Flamengo            | 5     |
| Lilio Torales           | Atlético Colegiales | 5     |

### Tabla general
| Equipo | Equipo                 | Pts | PJ | PG | PE | PP | GF | GC | Dif |
| ------ | ---------------------- | --- | -- | -- | -- | -- | -- | -- | --- |
| 1      | Colo-Colo              | 19  | 14 | 7  | 5  | 2  | 22 | 7  | +15 |
| 2      | Olimpia                | 9   | 8  | 3  | 3  | 2  | 7  | 6  | +1  |
| 3      | Boca Juniors           | 13  | 12 | 5  | 3  | 4  | 16 | 13 | +3  |
| 4      | Atlético Nacional      | 12  | 12 | 5  | 2  | 5  | 13 | 10 | +3  |
| 5      | Flamengo               | 15  | 10 | 6  | 3  | 1  | 21 | 10 | +11 |
| 6      | América de Cali        | 15  | 10 | 6  | 3  | 1  | 16 | 8  | +8  |
| 7      | Cerro Porteño          | 15  | 11 | 5  | 5  | 1  | 14 | 8  | +6  |
| 8      | Nacional               | 11  | 10 | 4  | 3  | 3  | 14 | 12 | +2  |
| 9      | Atlético Colegiales    | 9   | 9  | 2  | 5  | 2  | 12 | 9  | +3  |
| 10     | Bolívar                | 7   | 8  | 3  | 1  | 3  | 11 | 10 | +1  |
| 11     | Corinthians            | 7   | 8  | 1  | 5  | 2  | 9  | 10 | -1  |
| 12     | Liga de Quito          | 7   | 8  | 2  | 3  | 3  | 7  | 10 | -3  |
| 13     | Oriente Petrolero      | 7   | 8  | 2  | 3  | 3  | 6  | 10 | -4  |
| 14     | Deportes Concepción    | 7   | 8  | 2  | 3  | 3  | 9  | 14 | –5  |
| 15     | Universitario          | 6   | 8  | 1  | 3  | 4  | 5  | 7  | –2  |
| 16     | Unión Atlético Táchira | 6   | 8  | 2  | 2  | 5  | 8  | 15 | –7  |
| 17     | River Plate            | 5   | 6  | 2  | 1  | 3  | 10 | 12 | –2  |
| 18     | Barcelona              | 3   | 6  | 0  | 3  | 3  | 5  | 9  | –4  |
| 19     | Sport Boys             | 3   | 6  | 1  | 1  | 4  | 7  | 15 | –8  |
| 20     | Bella Vista            | 3   | 6  | 0  | 3  | 3  | 5  | 14 | –9  |
| 21     | Sport Marítimo         | 2   | 6  | 0  | 2  | 4  | 4  | 10 | –6  |